# Henry Offia
Okechukwu Henry Offia (Lagos, 26 dicembre 1999) è un calciatore nigeriano, attaccante del Nikī Volo.

## Carriera

### Club
La carriera di Offia è iniziata in Svezia, con il passaggio al Sirius avvenuto nel gennaio 2018. Il giocatore tuttavia non ha fatto immediatamente parte della squadra neroblù in quanto per la prima parte di stagione è stato girato in prestito al Sollentuna FK, nella terza serie nazionale, campionato in cui ha realizzato una rete in quindici partite.
Nell'agosto 2018 è stato richiamato al Sirius per disputare la seconda parte dell'Allsvenskan 2018, in cui ha collezionato tre presenze. È rimasto in squadra anche per l'intera stagione 2019, nella quale ha totalizzato otto presenze in campionato.
Scaduto il contratto con il Sirius, nel marzo 2020 è stato ingaggiato a parametro zero dal Dalkurd, formazione impegnata nel campionato di Superettan 2020, nel secondo livello del calcio svedese. Qui ha realizzato due reti in ventitré presenze in campionato, oltre alle due presenze nel doppio spareggio contro il Landskrona BoIS, in cui è subentrato dalla panchina in entrambe le gare, che ha sancito la retrocessione del Dalkurd in terza serie.
Nel febbraio 2021, dopo un provino andato a buon fine, ha firmato un contratto triennale con il Trelleborg, altra squadra militante nella seconda serie svedese. In questi tre campionati di Superettan ha sempre disputato tutte le trenta partite previste in ciascuna stagione senza mai saltare un incontro, realizzando rispettivamente sei, dieci e otto reti.
In vista della stagione 2024 è stato ingaggiato a parametro zero con un contratto biennale dal Västerås SK, club che aveva appena conquistato la promozione nella massima serie dell'anno seguente. Nel corso dell'Allsvenskan 2024 Offia ha segnato tre gol in diciassette presenze, sei delle quali da titolare, mentre i biancoverdi hanno chiuso il torneo all'ultimo posto e sono retrocessi.

### Nazionale
Offia è stato uno dei ventuno convocati della Nigeria Under-20 che nel 2019 ha preso parte al Campionato mondiale di calcio Under-20 di quell'anno.